# Goffredo Malaterra
Goffredo Malaterra, benediktinski menih iz 11. stoletja in kronist, po rodu Norman. Čas in kraj rojstva ter smrti niso znani.
Že v mladosti je odšel iz Normandije na Sicilijo, kjer je vstopil v samostan svete Evfemije, kasneje pa v samostan svete Agate v Kataniji.
Napisal je Latinsko kroniko, eno od treh največjih kronik o junaških dejanjih Normanov v Sredozemlju. V koniki je pisal predvsem o pohodu velikega grofa Rogerija I. Sicilskega,  katerega je osebno poznal. Njegove pripovedi o zgodnjem Rogerijevem življenju temeljijo na ustnem izročilu, ki je večinoma edini vir podatkov o Rogerijevih sicilskih vojnah. Potem, ko je opisal pohod Roberta Guiscarda proti Bizantinskemu cesarstvu, je pisal samo še o Rogeriju. 
Njegova kronika se konča z letom 1099. Štejemo je za dvorno zgodovino Rogerija I. Sicilskega.

## Vir
- Malaterra, Dejanja grofa Rogerija Kalabrijskega in Sicilskega in njegovega brata, vojvode Roberta Guiscarda, Prva, druga, tretja in četrta knjiga